# Comuna Sidlîșce, Colomeea
Sidlîșce (în ucraineană Сідлище) este o comună în raionul Colomeea, regiunea Ivano-Frankivsk, Ucraina, formată din satele Horosna, Molodîliv, Sidlîșce (reședința) și Stanislavivka.

## Demografie
Componența lingvistică a comunei Sidlîșce
     Ucraineană (99,68%)
     Alte limbi (0,32%)
Conform recensământului din 2001, majoritatea populației comunei Sidlîșce era vorbitoare de ucraineană (99,68%), existând în minoritate și vorbitori de alte limbi.